# Gobierno de Nuevo León
| Autoridad              | Posiciones | Periodo |
| ---------------------- | ---------- | ------- |
| Gobernador             | 1          | 6 años  |
| Alcaldes               | 51         | 3 años  |
| Diputables locales     | 42         | 3 años  |
| Diputables federales   | 11         | 3 años  |
| Senadores              | 3          | 6 años  |
| Próxima elección local |            |         |

La vida política del estado de Nuevo León se organiza en torno a las disposiciones del artículo 30 de la Constitución Política del Estado Libre y Soberano de Nuevo León, que provee un gobierno republicano, representativo y popular, dividido en tres poderes independientes (ejecutivo, legislativo y judicial) que no pueden reunirse en una sola persona o institución. Su relación con la Federación mexicana lo sujeta a las disposiciones generales que afectan a toda la nación, pero retiene su autonomía con respecto a los demás estados, nacionales o extranjeros, y con la Federación para todos aquellos asuntos de orden interno.

## Estructura del gobierno de Nuevo león
El gobierno del estado está compuesto por:

### Poder Ejecutivo
- Gobernador: Samuel Alejandro García Sepúlveda
- Administración Central:

1. Secretaría General de Gobierno
2. Secretaría de Seguridad Pública
3. Procuraduría General de Justicia
4. Secretaría de Finanzas y Tesorería General del Estado
5. Secretaría de Educación
6. Secretaría de Salud
7. Secretaría de Economía y Trabajo
8. Secretaría de Obras Públicas
9. Oficialía Mayor de Gobierno

- Tribunal de Justicia Administrativa del Estado de Nuevo León

Además, el Ejecutivo Estatal cuenta con la Administración Paraestatal, compuesta por Organismos Públicos Descentralizados y por Fideicomisos Públicos.

### Organismos Autónomos
- Instituto Estatal de Transparencia, Acceso a la Información y Protección de Datos Personales
- Comisión Estatal de Derechos Humanos (CEDH)
- Instituto Estatal Electoral y de Participación Ciudadana de Nuevo León
- Tribunal Electoral del Estado de Nuevo León
- Universidad Autónoma de Nuevo León
- Secretaria de educación

## El poder ejecutivo
El poder ejecutivo descansa en un gobernador electo directamente por la ciudadanía de manera secreta para un período de 6 años sin posibilidad de reelegirse. Solo puede ostentar el cargo un ciudadano mexicano por nacimiento mayor de 30 años y con al menos 5 de residencia en la entidad. En la actualidad el cargo es ejercido por Samuel Alejandro García Sepúlveda del partido Movimiento Ciudadano para el período comprendido del 4 de octubre de 2021 al 4 de octubre de 2027.
El poder ejecutivo se compone de varias instituciones que se dividen en dos tipos: la administración pública centralizada y la paraestatal. La administración pública central se compone de todas las secretarías de estados, la procuraduría estatal y sus oficinas derivadas. La administración pública paraestatal se compone de los organismos públicos descentralizados y de los fideicomisos públicos estatales.

## El poder legislativo
El poder legislativo descansa en el Congreso de Nuevo León, el cual es un congreso unicameral compuesto de 42 diputados, 26 de los cuales son electos de manera directa y secreta por la ciudadanía y 16 bajo el principio de representación proporcional. 
Los diputados locales pueden ser reelectos hasta cuatro veces consecutivas a partir de la reforma a la Constitución Estatal promulgada el 9 de junio de 2014. 
La actual legislatura del Congreso de Nuevo León, cuyo periodo de sesiones corre de 2024 a 2027, es conocida como la LXXVII Legislatura y está compuesta de la siguiente manera.    
|  | 27.67 % |

|  | 21.44 % |

|  | 20.72 % |

|  | 13.85 % |

|  | 4.41 % |

|  | 3.1 % |

|  | 2.36 % |

|  | 0.93 % |

|  | 0.72 % |

|  | 0.67 % |

|  | 0.29 % |

|  | 0.26 % |

|  | 3.58 % |

|  | 100 % |

## El poder judicial
El poder judicial está investido en el Tribunal Superior de Justicia de Nuevo León integrado por trece magistrados que son electos por el Congreso del Estado de una terna presentada por el gobernador para un período de 10 años, con la posibilidad de ser reelectos para cumplir un solo período adicional.

## Los partidos políticos
De acuerdo con el artículo 40 de la Ley Estatal Electoral, el reconocimiento oficial como partido político en la entidad lo otorga la Comisión Estatal Electoral solo después de verificar la obtención del 1,5% o más del total de los votos emitidos en una elección local. Actualmente lo poseen el Partido Revolucionario Institucional (PRI), el Partido Acción Nacional (PAN), Partido de la Revolución Democrática (PRD), el Partido Verde Ecologista de México (PVEM), el Partido del Trabajo (PT), Movimiento Ciudadano (MC), Nueva Alianza (PANAL), Movimiento Regeneración Nacional (MORENA) y Partido Encuentro Social (PES).

## Los municipios
Nuevo León está integrado por 51 municipios autónomos entre sí encabezados por un presidente municipal (alcalde) que permanece en el cargo por 3 años y que puede ser reelegido pero no por dos períodos consecutivos. Para ser alcalde se requiere ser ciudadano mexicano por nacimiento, mayor de 21 años y al menos un año de residencia en la municipalidad. Actualmente los municipios reconocidos son: Abasolo, Agualeguas, Los Aldamas, Allende, Anáhuac, Apodaca, Aramberri, Bustamante, Cadereyta Jiménez, El Carmen, Cerralvo, China, Ciénega de Flores, Doctor Arroyo, Doctor Coss, Doctor González, Escobedo, Galeana, García, General Bravo, General Terán, General Treviño, Guadalupe, Los Herreras, Hidalgo, Higueras, Hualahuises, Iturbide, Juárez, Lampazos de Naranjo, Linares, Marín, Melchor Ocampo, Mier y Noriega, Mina, Montemorelos, Monterrey (capital), Parás, Pesquería, Los Ramones, Rayones, Sabinas Hidalgo, Salinas Victoria, San Nicolás de los Garza, San Pedro Garza García, Santa Catarina, Santiago, Vallecillo, Villaldama, General Zaragoza y General Zuazua.

## Los ciudadanos
La constitución local define como ciudadano nuevoleonés a aquellas personas que hayan nacido dentro del territorio del estado o aquellos mexicanos radicados en el territorio por más de dos años que no indiquen a las autoridades municipales su deseo de conservar su ciudadanía anterior. La misma ciudadanía se pierde, entre otras razones, por ingresar a un cuerpo del ejército federal residente en el estado o por ser procesado por un delito grave. Las garantías individuales son protegidas en el Título I de la constitución local y el estado no reconoce los títulos nobiliarios de persona alguna.

## Encuestas de opinión de la ciudadanía
El 24 de abril de 2008, la casa Impulso Democrático Capítulo México, S. C. publicó un estudio sobre las preferencias de la ciudadanía, con los siguientes resultados:81% calificó como bueno el desempeño del actual gobernador José Natividad González Parás y 11% como malo. Sobre los aspirantes a la gubernatura del estado para el período 2009-2015, del Partido Acción Nacional (PAN)los entrevistados manifestaron su preferencia sobre quienes le garantizan un gobierno eficiente, honesto y de calidad: Fernando Elizondo Barragán 28%, Adalberto Madero Quiroga 25% y Fernando Margáin Berlanga 20%. Igualmente, sobre los aspirantes del Partido Revolucionario Institucional (PRI)las preferencias son: Ricardo Canavati Tafich 18%, Eloy Cantú Segovia 22%, Benjamín Clariond Reyes-Retana 9% y Jorge Mendoza Garza 33%. El estudio se realizó del 11 al 23 de abril de 2008, con 1154 entrevistas confidenciales telefónicas en los 51 municipios del estado de Nuevo León, a personas mayores de 18 años, hombres y mujeres indistintamente.